# West-Nederlands Bekken

Kaart van het West-Nederlands Bekken. BFB: Breeveertien Bekken, RVG: Roerdalslenk. Rood: aardgasveld, groen: aardolieveld.

Het West-Nederlands Bekken (Engels: West Netherlands Basin) (WNB) is een sedimentair bekken in West-Nederland, voornamelijk in de provincies Zuid-Holland en Noord-Brabant met aangrenzend een deel van de Noordzee. Het bekken heeft een aantal lithostratigrafische eenheden die voor winning en opslag van mijnbouwkundige projecten van groot belang zijn.
Het bekken is onderdeel van de Beneden-Rijnslenk. In het zuidwesten gaat het over in de Roerdalslenk, in het noorden in het Breeveertien Bekken. Het WNB werd actief in het Trias en werd gevuld met sedimentatiemateriaal uit de Boven-Germaanse Trias Groep, Altena Groep, Schieland Groep en Rijnland Groep. Er onder liggen nog de lagen van de Limburg Groep (Carboon).
Na sedimentatie was het bekken onderhevig aan tektonische inversie.

## Winning en opslag
Het WNB heeft meerdere formaties waaruit fossiele brandstoffen en geothermische energie gewonnen worden en waarin koolstofdioxide kan worden opgeslagen:
- Aardgas. Onder in het bekken onder de Noordzee en het vasteland liggen de gasreservoirs van de Bontzandsteen uit de Boven-Germaanse Trias Groep, deze hebben de steenkool van het Westfalien uit het Carboon als moedergesteente. Voorbeelden zijn de gasvelden van Wassenaar-Diep en Monster, en het verlaten Barendrechtveld.
- CO2-opslag. De bontzandsteenreservoirs zijn ook geschikt voor industriële CO2-opslag. Een voorbeeld hiervan is het Rotterdam Opslag en Afvang Demonstratieproject dat in 2015 van start moest gaan in het P18-veld op de Noordzee. Dit project werd begin juli 2017 definitief afgeblazen.[1] Het Barendrechtveld was hier eerder voor aangewezen, maar door protesten van omwonenden werd dit project gestaakt.
- Schaliegas. In het midden van het bekken ligt de Altena-groep die de Posidonia olieschalie bevat uit de Vroeg-Jura, geschikt voor potentiële winning van schaliegas.
- Aardolie. Bovenin liggen de oliereservoirs, deze liggen in de Schieland-groep en hebben als moedergesteente de Posidonia Schalie. Voorbeelden zijn de olievelden van Rijswijk, Wassenaar, Zoetermeer en De Lier.
- Aardwarmte. In de Schieland-groep bevinden zich talrijke watervoerende zandsteenlagen die geschikt zijn voor geothermische winning van aardwarmte. Een voorbeeld is het aardwarmtewinningsproject in de gemeente Pijnacker. De nabijheid van het Pijnacker aardolieveld heeft geleid tot aardolievervuiling in dit aardwarmteproject.[2]

## Exploratie en productie

Gewonnen ruwe olie in Nederland 1945-2022 Geel: productie in het West-Nederlands Bekken (onshore).

In 1938 werden tijdens het World Petroleum Congress bij een demonstratieboring aan de Mient in Den Haag door de Bataafse Petroleum Maatschappij (BPM) op een diepte van 464 meter sporen aardolie aangetroffen. Naar aanleiding van de oliesporen in Den Haag werd na de Tweede Wereldoorlog ook in West-Nederland naar aardolie gezocht. De eerste winbare hoeveelheid werd in 1953 in Rijswijk aangetroffen. Meer ontdekkingen volgden ongeveer op de lijn Wassenaar-Alblasserdam. In 1961 werd bij Kijkduin (Den Haag) de eerste offshore boring gezet. Het eerste aardgas werd in 1984 gevonden in het Botlekgebied.
De winningsvergunning in het WNB met het grootste oppervlak is de Rijswijkconcessie van de NAM. De meeste onshore olievelden werden rond 1994 verlaten.